# 4Xang
4Xang war eine österreichische A-cappella-Gruppe. Das SR-Archiv österreichischer Popularmusik beschreibt das Repertoire als „Mischung aus Kabarett und Gesang, vom Gstanzl bis zum Jazz“.

## Geschichte
Im Jahr 1996 gründete der Sänger Wilfried Scheutz, gemeinsam mit Eik Breit, der im selben Jahr bei der Ersten Allgemeinen Verunsicherung ausstieg, Heinz Jiras und Klaus-Emilio Kofler, der das Lied Ikarus für Wilfried geschrieben hatte, die Band. Das Projekt wurde beim Jubiläumskonzert 25 Jahre Wolfgang Ambros der Öffentlichkeit vorgestellt. Im Jahr 2004 wurde Eik Breit von Nino Holm abgelöst, der davor ebenfalls bei der Ersten Allgemeinen Verunsicherung gespielt hatte. Im Jahr 2010 löste sich die Band auf. Nino Holm, Heinz Jiras und Klaus-Emilio Kofler wurden danach bei der Band Wiener Blues engagiert. Nicht alle Live-Programme wurden auf CD veröffentlicht, so z. B. das Programm "Uff".

## Diskografie
- 1997: Der Steirische Brauch (Maxi-CD)
- 1998: 4-Xang (Live Im Grazer Theatercafe)
- 1999: alles 1
- 2000: 4
- 2005: Alp Fiction
- 2005: 4xmas
- 2007: Die Vier-Goschen-Oper